# Nummer gegen Kummer
Nummer gegen Kummer (littéralement Numéro contre les Soucis) est une organisation d’État allemande gérée par le Ministère des affaires familiales, des personnes âgées, de la jeunesse et de l'enfance (BMFSFJ), et qui a pour but de permettre à la jeunesse de contacter quelqu'un gratuitement et de lui poser anonymement des questions, par téléphone ou par formulaire mail. Le site est aussi disponible aux parents, dans le même intérêt.

## Description
Nummer gegen Kummer est une organisation d’État allemande gérée par le Ministère des affaires familiales, des personnes âgées, de la jeunesse et de l'enfance qui a pour but de permettre à la jeunesse de contacter quelqu'un gratuitement et de lui poser anonymement des questions, par téléphone ou par formulaire mail. Le site est aussi disponible aux parents, dans le même intérêt.
Un conseiller est joignable du lundi au samedi de 14 à 20 heures au numéro 116 111 pour les jeunes et au 08001110550 pour les parents,.
L'organisme est cofinancé par l'Union européenne qui finance le site de moitié par son initiative et de l'autre par son programme CEF Telecom et le ministère de la famille, l'enfance, de la jeunesse, de la culture et du sport (de) (MFKJKS) du land de Rhénanie du Nord Westphalie.
NgK fête ses 30 ans en 2010.
Selon l'organisme lui-même, on recense 4000 conseillers qui auraient permis 4 millions d'appels vers le service depuis 35 ans.